# Lordstown Endurance
Le Lordstown Endurance est un pick-up électrique full-size produit par Lordstown Motors à partir de 2021. C'est la première automobile de série de l'entreprise.

## Histoire
Dans la seconde quinzaine de décembre 2019, la startup automobile Lordstown Motors, créée à l'automne 2019, a présenté les premières informations préliminaires sur son véhicule. Le pick-up électrique a été nommé Lordstown Endurance, adoptant un design avant-gardiste qui combine les proportions classiques d'un pick-up avec un éclairage qui forme une seule ligne avec la calandre.
À la mi-juin 2020, Lordstown a présenté les premiers croquis officiels montrant l'apparence de l'habitacle de l'Endurance, tandis que la première mondiale du pick-up a eu lieu le 25 juin de la même année.

## Vente
La production de l'Endurance aura lieu dans les installations de fabrication de Lordstown Motors dans le village de Lordstown dans l'État américain de l'Ohio, où se trouvait autrefois l'usine de General Motors. À l'origine, la production devait commencer en 2020, mais en raison de la pandémie de COVID-19, il a été décidé de la reporter à 2021.
Les premiers exemplaires sont livrés fin 2022.

## Données techniques
L'Endurance est un véhicule à quatre roues motrices utilisant des moteurs à moyeu ou dans les roues pouvant produire jusqu'à 602 CV. Le système électrique lui permet d'atteindre 100 km/h en 5,5 secondes et d'atteindre une autonomie allant jusqu'à 402 kilomètres sur une seule charge.